# شكري محمود نديم
شكري محمود نديم (1919-2012) باحث ومترجم وكاتب عراقي ولد بالموصل شمال العراق. أنهى دراسته الابتدائية والثانوية فيها وتخرج في الكلية العسكرية عام 1938 وواصل دراسته في الكلية العسكرية البريطانية وفي كليتي الأركان العراقية والبريطانية، وفي كلية الآداب حيث حصل على الدكتوراه في فلسفة التاريخ، عمل في مناصب عسكرية مختلفة وشغل منصب مدير الحركات العسكرية برتبة عميد ركن وهو أخر منصب عسكري تسلمه قبل إحالته إلى التقاعد عام 1958 وهو عضو في اتحاد المؤرخين العرب واتحاد الكتاب والمؤلفين. حصل على وسام الرافدين وأوسمة أخرى، مارس المحاماة وألف عدة بحوث وتراجم.

## أعماله
- الانزال في نورماندي ومعركة فرنسا 1965.
- الجيش الروسي في حرب العراق 1914-1917 1967
- حرب افريقيا الشمالية 1940-1943 1954
- حرب العراق 1914-1918 دراسة علمية 1954
- حرب فلسطين 1914 –1918 دراسة علمية 1964
- حركات الجيش الروسي في حرب العراق 1914-1917 /1953 ترجمة
- الحروب الصليبة لانتوني ويست 1967 ترجمة
- سليمان القانوي سلطان الشرق العظيم لهارولدلاميت 1961 ترجمة
- فتح القسطنطينية ل رينارد كلتي 1962 ترجمة
- مدخل إلى إسرائيل 1897-1947 ولن تايلور 1965 ترجمة